# Misterul Sparticulei
Misterul Sparticulei (engleză The Sparticle Mystery) este un serial de televiziune britanic de science fiction semnat și creat de Alison Hume și produs de Sparticles Productions pentru CBBC. Serialul urmărește un grup de zece copii în Britania modernă, unde un experiment la o instalație mare de tip Large Hadron Collider, Proiectul Sparticulă, o ia razna, trimițând pe oricine de la 15 ani în sus într-o  dimensiune paralelă la exact 11:11 am. Copii călătoresc în Proiectul Sparticulă încercând să readucă adulții și să realinieze cele două dimensiuni.
Serialul, care a avut un buget de 3 milioane de £, a fost filmat în și în jurul orașului Bristol, cu episodul final filmat la acceleratoarele de particule ale sursei de neutroni ISIS, lângă Didcot. Seria 2 a fost foarte populară, cu peste 2 milioane de hituri pe BBC iPlayer. Seria 3 s-a clasat în mod regulat pe primul loc în topul celor zece spectacole pentru copii BARB în timpul transmisiei.
Programul, care vede pe Annette Badland în rolul lui Doomsday Dora/Holodora, are teme similare atât cu serialul TV din 1975 The Changes și seria Gone, și are numeroase similarități cu The Tribe; însă, se remarcă pentru diferența în aceea că copii doresc să readucă adulții. A doua serie din Misterul Sparticulei a fost filmat în Yorkshire între iulie-septembrie 2012 și difuzat în 2013. A treia serie a fost filmată în 2014 în și în jurul orașului Belfast, Irlanda de Nord cu sprijinul Northern Ireland Screen, iar primul episod a fost difuzat pe 5 ianuarie 2015. A treia și ultima serie s-a încheiat pe 30 martie 2015. Drepturile de video la cerere la Misterul Sparticulei au fost achiziționate de Amazon Prime Video în Regatul Unit în 2015 și seriile 1 și 2 au fost disponibile de vizionat până în 2017. În SUA, sezoanele 1 și 2 sunt disponibile pe Netflix. Seria 3 este disponibilă pe BBC Store.
Între 2019 și 2023, Misterul Sparticulei seria 1 a fost disponibil de vizionat pe BBC iPlayer în Regatul Unit.